# Népi Alkotások Háza
Népi Alkotások Háza – az 1968-as közigazgatási átszervezés után létrehozott megyei Művelődési Bizottságok mellett működő művelődési intézmények hálózata, sepsiszentgyörgyi központtal. Jótékonyan befolyásolta Csíkszereda, Arad és Marosvásárhely magyar nyelvű kulturális életét. 2002-ből Kovászna Megyei Művelődési Központ néven működik.

## Csíkszereda
Tanfolyamok, helyi rendezvények mellett (amelyeket különböző címek alatt jegyzett) 1968-tól az 1980-as évekig alkalmilag számos, különösen helyi vonatkozású könyv kiadására is vállalkozott: főleg a néprajzi irodalom helyi ápolására és megörökítésére törekedett. Így a Hargita Megyei Népi Alkotások és Művészeti Tömegmozgalom Irányító Központja gondozásában jelent meg Csíkszeredában Kovács Dénes Gyimesi csángó írott tojások (1969), Molnár István Sóvidéki keresztszemesek (1971), Horváth Csaba Gyimesi csángó bundák (1972) c. könyve, s Antal Miklós munkája, A táncoktatás kézikönyve (1973); ez utóbbi nemcsak Csíkszeredában, de sepsiszentgyörgyi kiadásban is. Ide sorolható Salló István és Kardalus János kétnyelvű munkája, a Kapuk és kerítések Hargita megyében (1977), valamint Szabó Botár Erzsébet és Gagyi Erzsébet Lövétei szőttesek (1977) c. varrottasalbuma.

## Arad
A Népi Alkotások Háza gondozásában jelent meg Aradon Apácai Bölöni Sándor és Gulácsi Zoltán pécskai tanárok Búza, búza, de szép tábla búza (1978) c. népballada- és dalgyűjteménye Mózer István szerkesztésében. Ugyancsak itt látott napvilágot a Tóth Árpád Irodalmi Kör Önarckép c. antológiája (Arad, 1982) Kenyeres Pál, Ujj János és Znorovszky Attila összeállításában. Mindkét regionális kiadvány grafikai szerkesztője és illusztrátora Alaszu Pál képzőművész.

## Marosvásárhely
A marosvásárhelyi Népi Alkotások Házának köszönhető Bede Olga több gyermekszínjátékának és bábjátékának az ifjúság népi kötődését erősítő kiadása is.